# Kuusisaari (ö i Birkaland)
Kuusisaari är en ö i Finland. Den ligger i sjön Pukala och i kommunen Orivesi i den ekonomiska regionen Tammerfors och landskapet Birkaland, i den södra delen av landet, 170 km norr om huvudstaden Helsingfors. Öns area är 0,5 hektar och dess största längd är 120 meter i sydväst-nordöstlig riktning.